# Granum (Canada)
Granum is een plaats (town) in de Canadese provincie Alberta en telt 415 inwoners (2006).